# Challenger de Saint-Brieuc 2013
El torneo Open Prévadiès Saint–Brieuc 2013 fue un torneo profesional de tenis. Perteneció al ATP Challenger Series 2012. Se disputó su 10.ª edición sobre superficie dura, en Saint-Brieuc, Francia entre el 1º y el 7 de abril de 2013.

## Jugadores participantes del cuadro de individuales

### Cabezas de serie
| País                | Jugador               | Rank1 | Favorito |
| Bandera de Francia  | Kenny de Schepper     | 107   | 1        |
| Bandera de Austria  | Andreas Haider-Maurer | 115   | 2        |
| Bandera de Francia  | Marc Gicquel          | 117   | 3        |
| Bandera de Francia  | Josselin Ouanna       | 143   | 4        |
| Bandera de Alemania | Dustin Brown          | 153   | 5        |
| Bandera de Francia  | Nicolas Mahut         | 158   | 6        |
| Bandera de Serbia   | Boris Pašanski        | 164   | 7        |
| Bandera de Polonia  | Michał Przysiężny     | 165   | 8        |
| ------------------- | --------------------- | ----- | -------- |

- 1 Se ha tomado en cuenta el ranking del día 18 de marzo de 2013.

### Otros participantes
Los siguientes jugadores recibieron una invitación (wild card), por lo tanto ingresan directamente al cuadro principal:
- Romain Jouan
- Constant Lestienne
- Fabrice Martin
- Mathieu Rodrigues

Los siguientes jugadores ingresan al cuadro principal tras disputar el cuadro clasificatorio:
- Adrien Bossel
- Martin Fischer
- Hugo Nys
- Danilo Petrović

## Jugadores participantes en el cuadro de dobles

### Cabezas de serie
| País                    | Jugador         | País                  | Jugador            | Rank1 | Favorito |
| Bandera de Alemania     | Dustin Brown    | Bandera de Australia  | Rameez Junaid      | 168   | 1        |
| Bandera del Reino Unido | Jamie Delgado   | Bandera de Eslovaquia | Igor Zelenay       | 170   | 2        |
| Bandera de Polonia      | Tomasz Bednarek | Bandera de Suecia     | Andreas Siljeström | 197   | 3        |
| Bandera de Austria      | Martin Fischer  | Bandera de Polonia    | Mateusz Kowalczyk  | 266   | 4        |
| ----------------------- | --------------- | --------------------- | ------------------ | ----- | -------- |

- 1 Se ha tomado en cuenta el ranking del día 18 de marzo de 2013.

### Otros participantes
Los siguientes jugadores recibieron una invitación (wild card), por lo tanto ingresan directamente al cuadro principal:
- Arnaud Grard /  Glenn Le Flochmoen

## Campeones

### Individual Masculino
- Jesse Huta Galung derrotó en la final a  Kenny de Schepper, 7–6 (7–4), 4–6, 7–6 (7–3)

### Dobles Masculino
- Tomasz Bednarek /  Andreas Siljeström derrotaron en la final a   Jesse Huta Galung /  Konstantin Kravchuk, 6–3, 4–6, [10–7]